# Karl Hein
Karl Hein, född 11 juni 1908 i Hamburg, död 10 juli 1982 i Hamburg, var en tysk friidrottare.
Hein blev olympisk mästare i släggkastning vid olympiska sommarspelen 1936 i Berlin.